# Incendie du Parlement sud-africain
L'incendie du Parlement sud-africain est survenue le 2 janvier 2022, lorsqu'un départ de feu s'est déclaré dans le complexe parlementaire du Cap, en Afrique du Sud.

## Sinistre
Le 2 janvier 2022, juste après 5 h (SAST), les services d'incendie d'urgence de la ville du Cap ont été avertis d'un incendie dans le complexe parlementaire. L'incendie s'est déclaré au troisième étage du bâtiment du Conseil national des Provinces et s'est propagé aux bureaux, au gymnase, ainsi qu'à l'Assemblée nationale, qui a été détruite à l'intérieur,.
Le lendemain matin, le personnel des services d'incendie éteignait encore les petits points chauds du complexe. Dans l'après-midi du 3 janvier, un départ de feu s'est à nouveau déclaré sur le toit du bâtiment de l'Assemblée nationale,.

## Conséquences
Malgré d'importants dommages aux bâtiments dus à l'incendie et à la chaleur soutenue, d'importantes œuvres d'art et de patrimoine seraient intactes.
Le complexe du parlement abrite environ 4 000 œuvres d'art acquises à partir des années 1920, les plus anciennes datant du XVIIe siècle. Si une collection de livres et la copie originale du premier hymne national d'Afrique du Sud, Die Stem van Suid-Afrika, semblent avoir été gravement endommagés, la majorité des collections semblent avoir été épargnées, notamment la tapisserie de Keiskamma de 120 m de long, inspirée de la tapisserie de Bayeux, relatant l'histoire sud-africaine de la région du Cap-Oriental jusqu'aux élections générales sud-africaines de 1994,.

## Enquête
Il a été signalé que le système de gicleurs n'avait pas fonctionné correctement et que le personnel des services de protection n'était pas en service.
Un suspect de 49 ans a été arrêté le 2 janvier par l'unité Hawks (en) Priority Crime,. Le suspect fait actuellement face à des accusations d'incendie volontaire, d'effraction et de vol en vertu de la loi sur les points clés nationaux (en) et doit comparaître devant le tribunal le 4 janvier.